# Charles-Gabriel Porée
Charles-Gabriel Porée, född i maj 1685 i Caen och död där 17 juni 1770, var fransk skribent och oratorian. Han var bror till Charles Porée.